# سایتو چیکاموری
سایتو چیکاموری (به ژاپنی: 斎藤親盛) نام تخلص نیورایشی، یک سامورایی، نویسنده از اهالی ولایت اچیگو در نیمه نخست دوره  ادو بود. کتاب نوشته شده توسط او به سبک کانازوشی به نام کاشوکی 『可笑記』 از ارزش بسیار بالایی برخوردار است.